# Свети Георги (Височен)
Вижте пояснителната страница за други значения на Свети Георги.
„Свети Георги“ (на гръцки: Αγιος Γεώργιος Ξηροποτάμου) е възрожденска църква в драмското село Височен (Ксиропотамос), Гърция, част от Драмската епархия.
Църквата е построена в 1898 година. Църквата е енорийски храм на селото.